# Instituto de Investigaciones Jurídicas (Universidad Nacional Autónoma de México)
El Instituto de Investigaciones Jurídicas de la UNAM (IIJ-UNAM), es un órgano de investigaciones humanísticas perteneciente a la Universidad Nacional Autónoma de México (UNAM) dedicada a la investigación jurídica de alto nivel, enfocada principalmente a la solución de los problemas nacionales de México. Además, el Instituto tiene una amplia actividad de difusión del conocimiento jurídico, por medio de la organización de congresos, seminarios y conferencias, que permiten un importante intercambio académico con juristas extranjeros. Tiene su sede en la Ciudad de la Investigación en Humanidades dentro de la Ciudad Universitaria de la UNAM.
La página web del instituto posee una variada oferta de revistas y libros publicados por el mismo Instituto, así como acceso a bibliotecas propias o externas, que abarcan diversas áreas de investigación del Derecho, tales como Derecho Administrativo, Derecho Ambiental, Derecho Civil y Mercantil, Derecho Constitucional, Derecho Internacional Público y Privado, Derecho de la Información y Nuevas Tecnologías, Derecho Electoral, Opinión Pública y Ciencia Política, entre otras.

## Historia
En 1940, se funda como el Instituto de Derecho Comparado, perteneciente en ese entonces a la Escuela Nacional de Jurisprudencia, de la cual obtuvo su autonomía el 15 de diciembre de 1948 y se incorporó a la UNAM como una dependencia universitaria. El 15 de diciembre de 1967 por propuesta del Rector de la UNAM, Javier Barros Sierra, el instituto cambia su nombre por el de Instituto de Investigaciones Jurídicas, mismo que usa actualmente.
A lo largo de su historia ha tenido varias sedes: de 1940 a principios de 1941, su sede era el aula "Jacinto Pallares" de la Escuela Nacional de Jurisprudencia, después ocupó un despacho alquilado en la calle Artículo 123 en el centro de la Ciudad de México hasta 1945, mismo año en el que se trasladó al anexo de la Escuela Nacional de Jurisprudencia en el palacio de San Ildefonso hasta 1954, de 1954 hasta 1986 tiene como sede la denominada Torre de Humanidades dentro de la Ciudad Universitaria y de ahí sufrió su última movilización a la Ciudad de la Investigación en Humanidades, dentro de la Ciudad Universitaria de la UNAM, en donde se encuentra hasta hoy en día.

### Directores
El 12 de septiembre de 1940 el entonces Rector de la Universidad Nacional Autónoma de México Gustavo Baz Prada, expidió el Reglamento Orgánico del Instituto de Derecho Comparado, nombrando al profesor español Felipe Sánchez Román y Gallifa como su primer director, quien renunció al cargo antes de un año. A su renuncia, hubo un periodo en el que, en unos cuantos meses de 1941, el Instituto tuvo tres directores interinos, hasta el nombramiento del exdirector de la Escuela Nacional de Jurisprudencia, Agustín García López. Actualmente el cargo lo ocupa Pedro Salazar Ugarte. 
A continuación se presentan los directores del Instituto de Derecho Comparado (1940-1967) e Instituto de Investigaciones Jurídicas (desde 1967):
| Nombre                            | Periodo                                           |
| --------------------------------- | ------------------------------------------------- |
| Felipe Sánchez Román y Gallifa    | 1940 - 1941                                       |
| Agustín García López              | 1941 - 1956                                       |
| Javier Elola Fernández            | 16 de febrero de 1956 - 22 de octubre de 1959     |
| Roberto L. Mantilla Molina        | 1959 - 1961                                       |
| Roberto Molina Pasquel (interino) | 5 de julio de 1962 - 3 de octubre de 1966         |
| Héctor Fix-Zamudio                | 1966 - 1978                                       |
| Jorge Carpizo MacGregor           | 1978 - 1984                                       |
| Jorge Madrazo Cuéllar             | 29 de octubre de 1984 - 5 de junio de 1990        |
| José Luis Soberanes Fernández     | 24 de julio de 1990 - 23 de agosto de 1998        |
| Diego Valadés Ríos                | 1 de septiembre de 1998 - 31 de agosto de 2006    |
| Héctor Fix-Fierro                 | 6 de septiembre de 2006 - 5 de septiembre de 2014 |
| Pedro Salazar Ugarte              | 9 de septiembre de 2014 - 5 de septiembre de 2022 |
| Mónica González Contró            | 5 de septiembre de 2022 - En el cargo             |

## Relaciones del Instituto
El instituto ha celebrado convenios de colaboración con universidades nacionales y extranjeras como la Universidad Externado de Colombia y el Institut de recherche et d'études pour le traitement de l'informatique juridique de Montpellier, Francia, entre otras. Así como relaciones con diversas dependencias gubernamentales como la Secretaría de Gobernación, la Secretaría de Educación Pública, la Comisión Nacional de los Derechos Humanos, el Instituto Nacional Electoral, el Tribunal Electoral del Poder Judicial de la Federación y la Procuraduría General de la República; y de igual manera con diversos gobiernos de los estados, tribunales superiores de éstos y otras dependencias.